# Armin Bernd Cremers
Armin Bernd Cremers (Eisenach, 7 de junho de 1946) é um matemático e informático alemão.
Estudou matemática, física e pesquisa operacional na Universidade de Karlsruhe. Após obter o diploma (1971) e um doutorado (1972) obteve a habilitação em informática em 1974 em Karlsruhe. Em 1973 foi convidado por Seymour Ginsburg para trabalhar na Universidade do Sul da Califórnia (USC), Los Angeles, onde trabalhou até 1976 como professor assistente. Em 1976 retornou para a Alemanha, onde foi chamado para a cátedra de sistema de informação na Universidade Técnica de Dortmund, onde permaneceu até 1990.
É desde 1990 professor de informática na Universidade de Bonn.